# Blood Red Shoes
Blood Red Shoes este o trupă engleză de muzică rock care s-a format în Brighton în 2005.

## Discografie
- "I'll Be Your Eyes", EP, V2 2007
- "Box Of Secrets", CD Universal Records, 14-04-2008